# Tradate
Tradate es un municipio italiano situado en la provincia de Varese, en Lombardía. Tiene una población estimada, a fines de agosto de 2024, de 18 984 habitantes.

## Evolución demográfica
| Gráfica de evolución demográfica de Tradate entre 1861 y 2024 |
|                                                               |
| Fuente: ISTAT - Elaboración gráfica de Wikipedia              |